# Supposed Former Infatuation Junkie
Supposed Former Infatuation Junkie là album phòng thu thứ tư và là album quốc tế thứ hai của nghệ sĩ thu âm người Canada gốc Mỹ Alanis Morissette, phát hành tại Hoa Kỳ vào ngày 3 tháng 11 năm 1998 bởi Maverick Records. Sau thành công đột phá của album phòng thu trước Jagged Little Pill (1995), Morissette được xem là một trong những ngôi sao âm nhạc nổi tiếng nhất, và rất nhiều kì vọng đã được đặt ra cho album tiếp theo của cô. Trong khoảng thời gian này, nữ ca sĩ thu âm bài hát "Uninvited" cho bộ phim City of Angel và gặt hái nhiều phản hồi tích cực về mặt chuyên môn, chiến thắng hai giải Grammy và nhận một đề cử giải Quả cầu vàng.
Morissette bắt đầu viết lời cho những bài hát đầu tiên của album vào năm 1997 và tiếp tục sự cộng tác với nhà sản xuất Glen Ballard sau thành công của Jagged Little Pill. Supposed Former Infatuation Junkie nhận được những đánh giá cao từ các nhà phê bình âm nhạc, và đứng đầu các bảng xếp hạng tại Canada, Đức, New Zealand, Na Uy và Thụy Sĩ. Tại Hoa Kỳ, nó ra mắt ở vị trí số một trên bảng xếp hạng Billboard 200 với 469.000 bản được tiêu thụ, trở thành album quán quân thứ hai liên tiếp của cô tại đây và nắm giữ kỷ lục về doanh số tiêu thụ trong tuần đầu của một nghệ sĩ nữ lúc bấy giờ. Ngoài ra, album cũng lọt vào top 5 tại Úc, Pháp, Thụy Điển và Vương quốc Anh. Mặc dù doanh số tiêu thụ không thể vượt qua album trước, Supposed Former Infatuation Junkie được xem là đã đạt được những thành tích khả quan, bán được hơn 8 triệu bản trên toàn cầu tính đến năm 2004. Năm 2000, album giành giải thưởng Juno cho Album của năm.
Năm đĩa đơn đã được phát hành từ album. Đĩa đơn đầu tiên, "Thank U" đã trở thành một đĩa đơn thành công về mặt thương mại và nhận được một đề cử giải Grammy cho Trình diễn giọng pop nữ xuất sắc nhất. Tuy nhiên, những đĩa đơn tiếp theo đã không gặt hái những thành công tương tự để thúc đẩy doanh số tiêu thụ cho album, bao gồm đĩa đơn giành đề cử giải Grammy cho Trình diễn giọng rock nữ xuất sắc nhất - "So Pure". Để quảng bá cho Supposed Former Infatuation Junkie, Morissette đã thực hiện nhiều chuyến lưu diễn để quảng bá cho nó như Junkie Tour (1998-1999), 5 ½ Weeks Tour (hợp tác với Tori Amos, 1999) và One Tour (2000) cũng như tham gia chương trình MTV Unplugged vào ngày 18 tháng 9 năm 1999, với một EP đã được phát hành sau đó.

## Danh sách bài hát
Tất cả lời bài hát được viết bởi Alanis Morissette; tất cả nhạc phẩm được soạn bởi Morissette và Glen Ballard, ngoại trừ ghi chú.
| STT | Nhan đề                                     | Thời lượng |
| --- | ------------------------------------------- | ---------- |
| 1.  | "Front Row"                                 | 4:13       |
| 2.  | "Baba"                                      | 4:29       |
| 3.  | "Thank U"                                   | 4:18       |
| 4.  | "Are You Still Mad" (Alanis Morissette)     | 4:04       |
| 5.  | "Sympathetic Character" (Alanis Morissette) | 5:13       |
| 6.  | "That I Would Be Good"                      | 4:16       |
| 7.  | "The Couch"                                 | 5:24       |
| 8.  | "Can't Not"                                 | 4:35       |
| 9.  | "UR"                                        | 3:31       |
| 10. | "I Was Hoping"                              | 3:51       |
| 11. | "One"                                       | 4:40       |
| 12. | "Would Not Come"                            | 4:05       |
| 13. | "Unsent"                                    | 4:10       |
| 14. | "So Pure"                                   | 2:50       |
| 15. | "Joining You"                               | 4:24       |
| 16. | "Heart of the House" (Alanis Morissette)    | 3:46       |
| 17. | "Your Congratulations" (Alanis Morissette)  | 3:54       |

| Track bổ sung tại Úc và Nhật | Track bổ sung tại Úc và Nhật                   | Track bổ sung tại Úc và Nhật |
| STT                          | Nhan đề                                        | Thời lượng                   |
| ---------------------------- | ---------------------------------------------- | ---------------------------- |
| 18.                          | "Uninvited" (bản thu nháp) (Alanis Morissette) | 3:02                         |

## Xếp hạng
| Bảng xếp hạng (1998-1999)                | Vị trí cao nhất |
| ---------------------------------------- | --------------- |
| Album Úc (ARIA)                          | 2               |
| Album Áo (Ö3 Austria)                    | 3               |
| Album Bỉ (Ultratop Vlaanderen)           | 5               |
| Album Bỉ (Ultratop Wallonie)             | 15              |
| Canada (RPM)                             | 1               |
| Canada (Soundscan)                       | 2               |
| Đan Mạch (Hitlisten)                     | 2               |
| Album Hà Lan (Album Top 100)             | 2               |
| Châu Âu (Top 100)                        | 1               |
| Album Phần Lan (Suomen virallinen lista) | 4               |
| Album Pháp (SNEP)                        | 5               |
| Đức (Offizielle Top 100)                 | 1               |
| Ireland (IRMA)                           | 2               |
| Ý (FIMI)                                 | 2               |
| Ý (Hit Parade Italia)                    | 2               |
| Nhật Bản (Oricon)                        | 7               |
| Malaysia (RIM)                           | 2               |
| Album New Zealand (RMNZ)                 | 1               |
| Album Na Uy (VG-lista)                   | 1               |
| Album Scotland (OCC)                     | 5               |
| Tây Ban Nha (PROMUSICAE)                 | 6               |
| Album Thụy Điển (Sverigetopplistan)      | 2               |
| Album Thụy Sĩ (Schweizer Hitparade)      | 1               |
| Album Anh Quốc (OCC)                     | 3               |
| Album Hoa Kỳ Billboard 200               | 1               |

| Bảng xếp hạng (1998)               | Vị trí |
| ---------------------------------- | ------ |
| Australian Albums (ARIA)           | 18     |
| Austrian Albums (Ö3 Austria)       | 48     |
| Belgian Albums (Ultratop Flanders) | 25     |
| Belgian Albums (Ultratop Wallonia) | 74     |
| Canadian Albums (RPM)              | 37     |
| Dutch Albums (MegaCharts)          | 31     |
| French Albums (SNEP)               | 57     |
| German Albums (Offizielle Top 100) | 46     |
| Italian Albums (Hit Parade)        | 24     |
| New Zealand (Recorded Music NZ)    | 28     |
| Swedish Albums (Sverigetopplistan) | 22     |
| Swiss Albums (Schweizer Hitparade) | 32     |
| UK Albums (OCC)                    | 31     |
| US Billboard 200                   | 99     |
| Bảng xếp hạng (1999)               | Vị trí |
| Austrian Albums (Ö3 Austria)       | 22     |
| Belgian Albums (Ultratop Flanders) | 91     |
| Belgian Albums (Ultratop Wallonia) | 87     |
| Canadian Albums (RPM)              | 61     |
| Dutch Albums (MegaCharts)          | 41     |
| German Albums (Offizielle Top 100) | 15     |
| New Zealand (Recorded Music NZ)    | 48     |
| Swiss Albums (Schweizer Hitparade) | 37     |
| UK Albums (OCC)                    | 127    |
| US Billboard 200                   | 46     |

## Chứng nhận
| Quốc gia                                                                           | Chứng nhận  | Số đơn vị/doanh số chứng nhận |
| ---------------------------------------------------------------------------------- | ----------- | ----------------------------- |
| Argentina (CAPIF)                                                                  | Vàng        | 30.000^                       |
| Úc (ARIA)                                                                          | 2× Bạch kim | 140.000^                      |
| Áo (IFPI Áo)                                                                       | Bạch kim    | 20,000*                       |
| Bỉ (BEA)                                                                           | Vàng        | 25.000*                       |
| Brasil (Pro-Música Brasil)                                                         | Vàng        | 100.000*                      |
| Canada (Music Canada)                                                              | 4× Bạch kim | 400.000^                      |
| Chile (IFPI Chile)                                                                 | Vàng        | 10,000                        |
| Cộng hòa Séc (IFPI Cộng hòa Séc)                                                   | Vàng        | 6,000                         |
| Đan Mạch (IFPI Đan Mạch)                                                           | Bạch kim    | 50.000^                       |
| Phần Lan (Musiikkituottajat)                                                       | Vàng        | 20,846                        |
| Pháp (SNEP)                                                                        | 2× Bạch kim | 600,000*                      |
| Đức (BVMI)                                                                         | Bạch kim    | 500.000^                      |
| Indonesia (RIAI)                                                                   | Vàng        | 10,000                        |
| Ireland (IRMA)                                                                     | 3× Bạch kim | 45,000^                       |
| Ý (FIMI)                                                                           | 2× Bạch kim | 200.000*                      |
| Hồng Kông (IFPI Hồng Kông)                                                         | Bạch kim    | 30,000*                       |
| Nhật Bản (RIAJ)                                                                    | Bạch kim    | 0^                            |
| México (AMPROFON)                                                                  | Vàng        | 100.000^                      |
| Hà Lan (NVPI)                                                                      | Bạch kim    | 100.000^                      |
| New Zealand (RMNZ)                                                                 | 2× Bạch kim | 30.000^                       |
| Na Uy (IFPI)                                                                       | Bạch kim    | 50.000*                       |
| Bồ Đào Nha (AFP)                                                                   | Bạch kim    | 20,000^                       |
| Singapore (RIAS)                                                                   | 2× Bạch kim | 20,000                        |
| Tây Ban Nha (PROMUSICAE)                                                           | Bạch kim    | 100.000^                      |
| Thụy Điển (GLF)                                                                    | Bạch kim    | 80.000^                       |
| Thụy Sĩ (IFPI)                                                                     | Bạch kim    | 50.000^                       |
| Anh Quốc (BPI)                                                                     | Bạch kim    | 300.000^                      |
| Hoa Kỳ (RIAA)                                                                      | 3× Bạch kim | 3.000.000^                    |
| Tổng hợp                                                                           |             |                               |
| Châu Âu (IFPI)                                                                     | 2× Bạch kim | 2.000.000*                    |
| * Chứng nhận dựa theo doanh số tiêu thụ. ^ Chứng nhận dựa theo doanh số nhập hàng. |             |                               |